# Erica Sakurazawa
Erica Sakurazawa (jap. 桜沢 エリカ Sakurazawa Erika; ur. 8 lipca 1963 w Tokio) – japońska rysowniczka mangi, publikująca swoje prace w czasopiśmie "Josei", pismach kobiet-mangaków. Niektóre swoje prace umieszcza w czasopiśmie dla dorosłych "Manga Burikko". 

## Prace
- Ai shiau Koto shika dekinai
- Angel Breath
- Boku no Angel Dust
- Cherry ni Omakase
- COOL (w odcinkach w magazynie "Young You")
- Covers
- CRASH
- Dai Ren'ai Senka
- Escape
- Fools' Paradise
- Just Lovers
- Kawaii Mono
- Keseran Pasaran
- Koi no Okite
- Love So Special
- Love Stories (w odcinkach w magazynie "Young You")
- LOVE VIBES (w odcinkach w magazynie "Young You")
- Lovely!
- Mainichi ga Aki no Sora
- Makin' Happy
- Salon
- Sekai no Owari niwa Kimi to Issho ni
- Sheets no Sukima
- Shippo ga Tomodachi
- Tenohira ni Daimond
- Tenshi
- Yoru no Angel Dust
- Yuube no Natsu